# Paracentrobia fuscusala
Paracentrobia fuscusala is een vliesvleugelig insect uit de familie Trichogrammatidae. De wetenschappelijke naam is voor het eerst geldig gepubliceerd in 2004 door Hu & Lin.